# Mirotice
Mirotice − miasto w Czechach, w kraju południowoczeskim.
Według danych z 1 stycznia 2024, liczba mieszkańców miasta wynosi 1246 osób (1228. miejsce w kraju wśród miejscowości; 561. miejsce wśród miast).

## Demografia
| Rok             | 1970  | 1980  | 1991  | 2001  | 2003  | 2008  | 2016  | 2024  |
| --------------- | ----- | ----- | ----- | ----- | ----- | ----- | ----- | ----- |
| Liczba ludności | 1 382 | 1 264 | 1 154 | 1 104 | 1 114 | 1 182 | 1 203 | 1 246 |

Źródło: Czeski Urząd Statystyczny